# Binzen

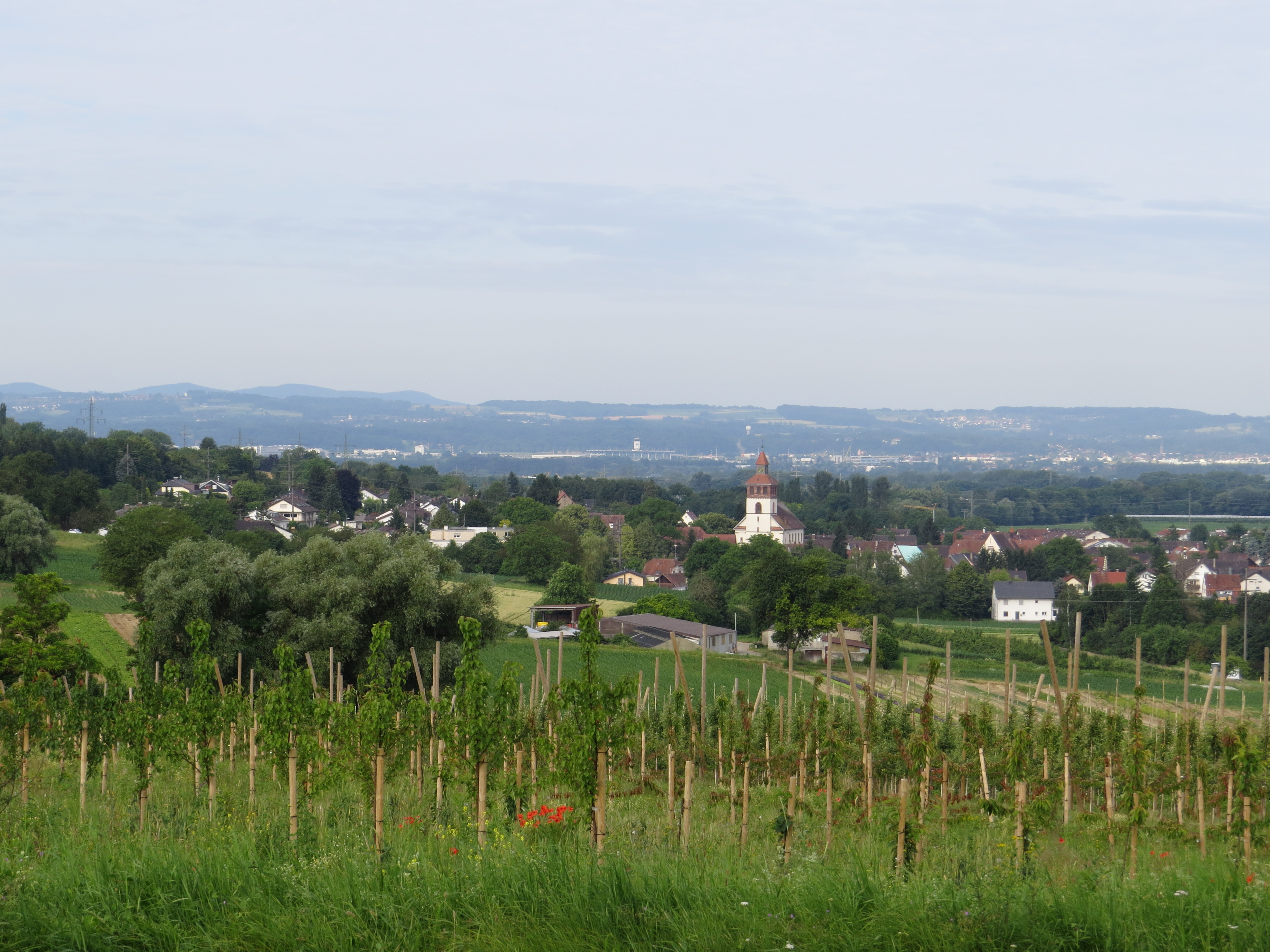
Binzen von Osten

Binzen (alemannisch: Binze) ist eine Gemeinde im Landkreis Lörrach in Baden-Württemberg. Der Ort ist Sitz des Gemeindeverwaltungsverbandes Vorderes Kandertal.

## Geographie

### Geographische Lage

Binzen im Dreiländereck

Binzen liegt im Dreiländereck von Deutschland, der Schweiz und Frankreich an den Südwestausläufern des Schwarzwaldes am Ausgang des Kandertals im Großraum Basel-Weil-Lörrach. Südlich von Binzen befindet sich der rund 460 Meter hohe Tüllinger Berg.

### Nachbargemeinden
Die Gemeinde grenzt im Norden an eine Exklave von Efringen-Kirchen, an Fischingen und Schallbach, im Osten an Rümmingen, im Südosten an die Kreisstadt Lörrach, im Süden an die Stadt Weil am Rhein und im Westen an Eimeldingen.

### Gemeindegliederung
Zur Gemeinde Binzen gehören das Dorf Binzen, die Häuser Autohof und Buchmühle sowie der Hof Obere Mühle. Im Gemeindegebiet liegt die Wüstung Eppalinchova.

### Gewässer
Zu Binzen gehört auch ein Teil der Kander.

## Geschichte
Die urkundliche Ersterwähnung des Ortes als Binuzhaine stammt aus dem Jahr 767. Nochmals wird es im Jahre 807 als Pinuzheim in einer Urkunde des Klosters St. Gallen erwähnt. Das Dorf wurde als alamannisches Herrengut von den Franken konfisziert und kam vor ca. 1200 Jahren in den Besitz des fränkischen Königsklosters St. Denis. Später hatten verschiedene geistliche und weltliche Herrschaften Rechte in Binzen, wobei der Basler Bischof von besonderer Bedeutung war. Herrschaftssitz war das Schloss Binzen. 
Der Binzener Burgvogt Wagner erbaute 1559 das Binzener Schlösschen, das später von den Wyß von Binzen bewohnt wurde.
Zu Anfang des 16. Jahrhunderts kam der größte Teil von Binzen in den Besitz der Markgrafschaft Baden-Durlach, es dauerte aber noch bis 1769, bis der ganze Ort badisch war. Die älteste bekannte Beschreibung von Binzen datiert von 1583 und wurde vom damaligen Pfarrer Paul Cherler geschrieben.
Zu Beginn des Zweiten Weltkriegs (1939) wurde ein Teil der Bevölkerung einiger Markgräfler Dörfer in Grenznähe evakuiert. Bereits vor Weihnachten 1939 wurde die Rückreise organisiert. Der Rückreisezug von Oberstdorf nach Müllheim verunglückte bei Markdorf (Eisenbahnunfall bei Markdorf), wobei 101 Menschen umkamen – davon 42 aus Binzen.

## Religion
Binzen gehörte kirchlich zum Bistum Konstanz, obwohl der Bischof von Basel ein gewichtiger Grund- und Lehnsherr war.
Seit Einführung der Reformation in der Markgrafschaft Baden-Durlach 1556 ist Binzen jedoch überwiegend evangelisch geprägt.
Für römisch-katholische Gläubige ist die Kirche in Haltingen vorhanden, welche zum Erzbistum Freiburg gehört. Gemäß Zensus 2011 waren 48,1 % der Bewohner von Binzen evangelisch, 20,4 % katholisch und 31,5 % gehörten einer anderen oder keiner Religionsgemeinschaft an.

## Politik

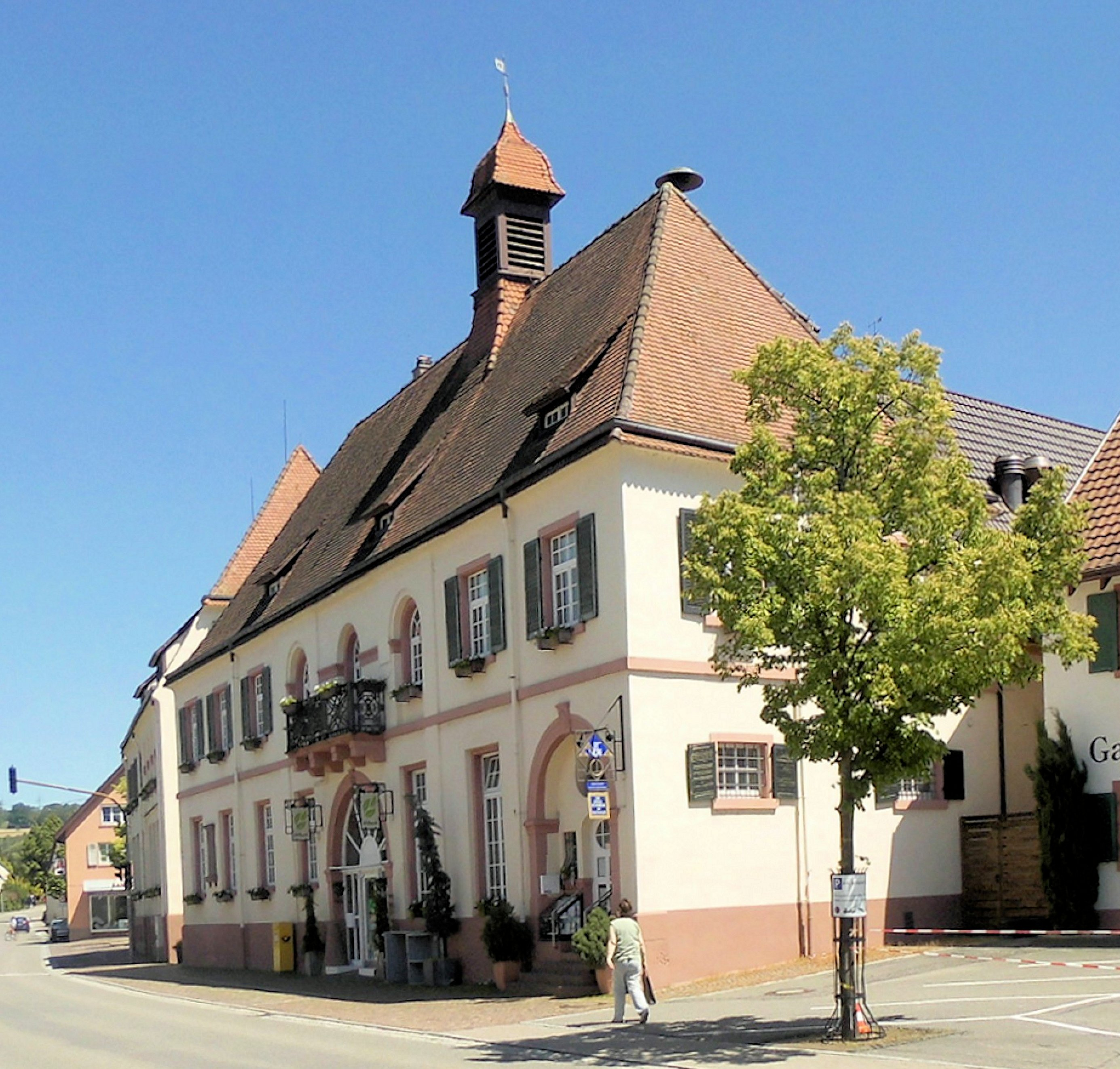
Rathaus Binzen

### Verwaltungsverband
Binzen ist Sitz des Gemeindeverwaltungsverbandes Vorderes Kandertal, in dem die Gemeinden Binzen, Eimeldingen, Fischingen, Rümmingen, Schallbach und Wittlingen seit dem Jahr 1971 ihre Verwaltung zusammenfassen.

### Gemeinderat
Dem Gemeinderat gehören nach der Kommunalwahl vom 9. Juni 2024 neben dem Bürgermeister als Vorsitzenden 14 Mitglieder an. Die Wahl führte bei einer Wahlbeteiligung von 70,7 % zu folgendem Ergebnis:
| Partei/Liste           | 2024    | 2024   | 2019    | 2019   |
| Partei/Liste           | Stimmen | Sitze  | Stimmen | Sitze  |
| ---------------------- | ------- | ------ | ------- | ------ |
| Bürgerliste Binzen     | 51,7 %  | 8      | 50,2 %  | 6      |
| Freie Wähler Binzen    | 32,6 %  | 4      | 36,1 %  | 4      |
| Unabhängige für Binzen | 15,7 %  | 2      | 13,7 %  | 2      |
| Wahlbeteiligung        | 70,7 %  | 70,7 % | 66,5 %  | 66,5 % |

### Bürgermeister
Mit Erreichen der Altersgrenze von 68 Jahren legte Ulrich May am 30. September 2012 nach 23-jähriger Amtszeit das Bürgermeisteramt nieder. Am 8. Juli 2012 wurde Andreas Schneucker mit 78,9 % der Stimmen zum neuen Bürgermeister gewählt. Am 12. Juli 2020 wurde Andreas Schneucker mit 82,7 % der Stimmen wiedergewählt.

### Wappen
Blasonierung: „Unter rotem Schildhaupt, belegt mit einer aufgehenden Strahlensonne, in Blau eine goldene Garbe.“ Das Wappen wurde erst 1967 vom Innenministerium des Landes Baden-Württemberg verliehen. Die Sonne als Dorfsymbol (für Leben und Licht) wurde bereits in der Leutrumschen Handschrift Mitte des 18. Jahrhunderts erwähnt. Die Garbe verweist auf den Fleiß der Bewohner und die Fruchtbarkeit der Gemarkung. Das alte Ortswappen von 1905 hatte allerdings eine völlig andere Blasonierung. „In gespaltenem Schild vorn das badische Wappen, hinten in Silber auf blauem Wasser wachsende grüne Binsen.“

## Kultur

### Sehenswürdigkeiten

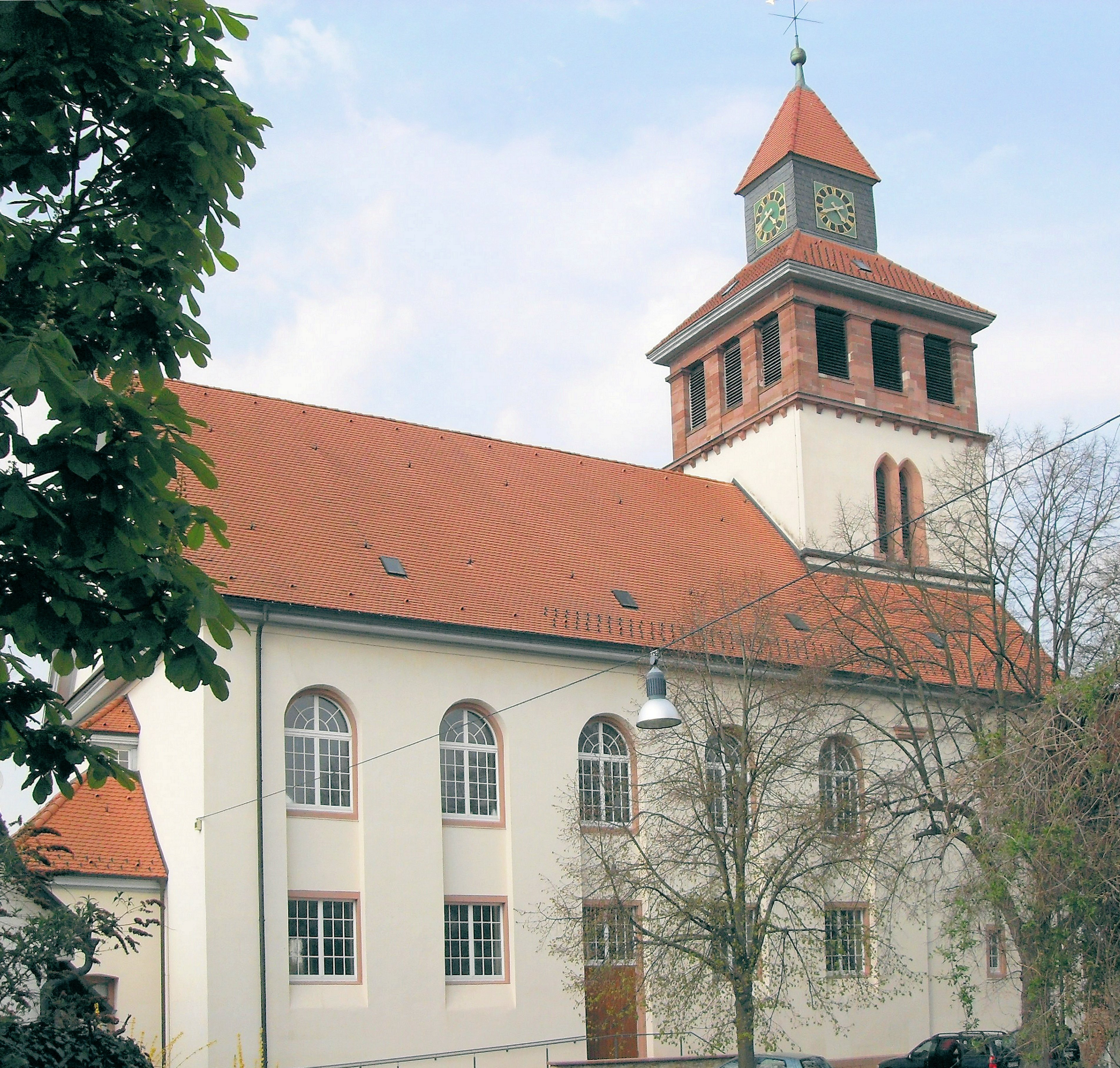
Laurentiuskirche Binzen

Eine basilica sancti Laurentii zu Binzen wurde bereits im Jahr 807 urkundlich erwähnt. Obwohl von der frühen Baugeschichte der heutigen Evangelischen Kirche Binzen nichts bekannt ist, wird vermutet, dass es sich um ein massives, aus Stein errichtetes Gotteshaus handelte.
Die Kirche wurde nach 1556 protestantisch, als Markgraf Karl II. von Baden-Durlach nach dem Augsburger Religionsfrieden für sich und seine Untertanen den Übertritt vollzog.
Die Laurentiuskirche ist mehrmals baulich verändert worden. Die bedeutendste und bis heute sichtbare Änderung erfolgte von 1822 bis 1824, als die alte Kirche – mit Ausnahme des Turmes – abgerissen und nach Plänen des badischen Baumeisters Friedrich Weinbrenner wieder aufgebaut wurde.
Weitere Kulturdenkmale sind in der Liste der Kulturdenkmale in Binzen verzeichnet.

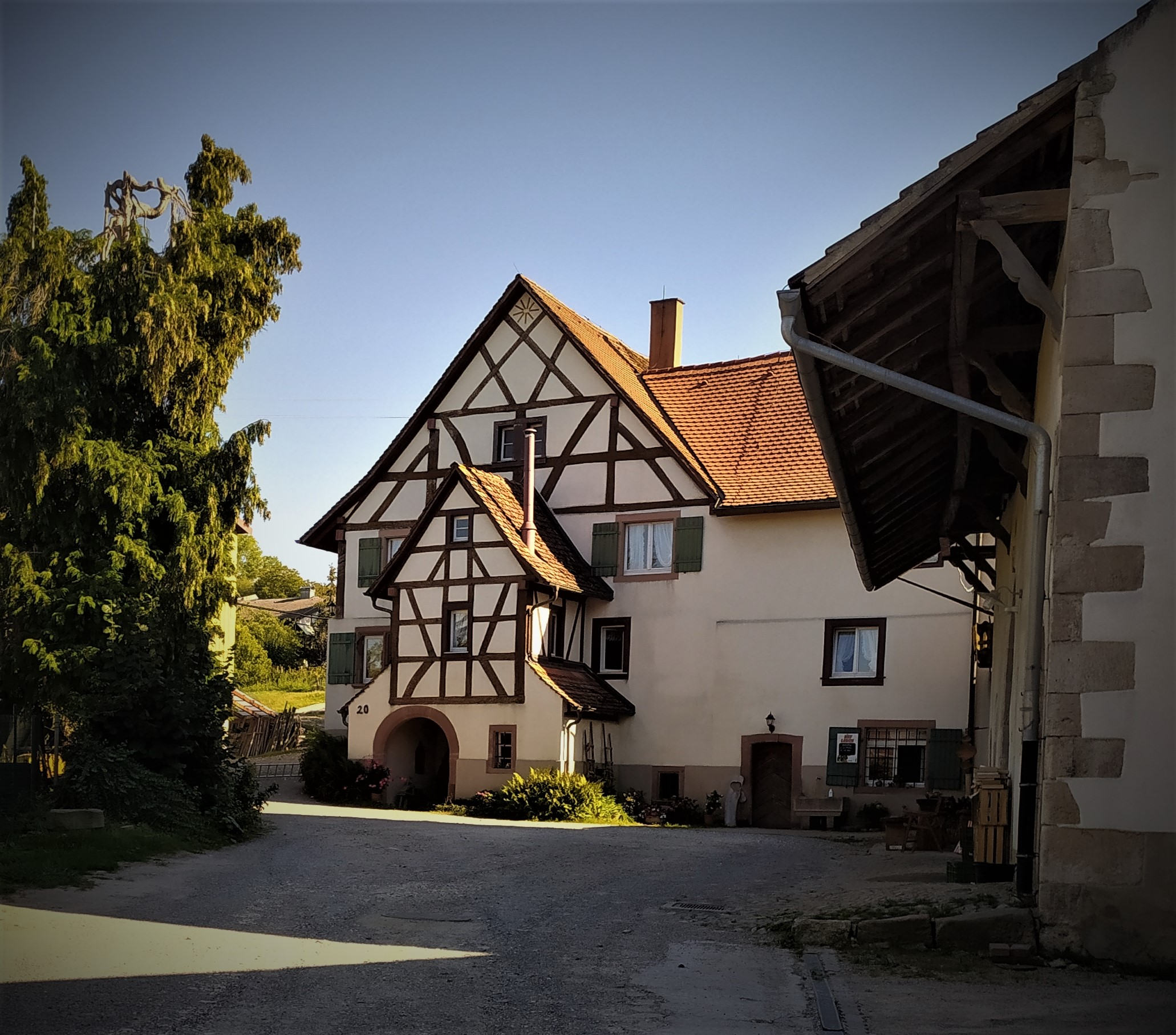
Historische Hofanlage in Binzen

Überregionale Bekanntheit erlangte die Skulptur Dreispitz  von Reinhard Bombsch beim Gewerbegebiet und Verkehrsknoten Dreispitz. Dem 2001 installierten Kunstwerk drohte ein behördlich angeordneter Abriss wegen angeblicher Verkehrsgefährdung.

### Musik
Seit 2013 finden im Rahmen der Konzertreihe „Klassik bewegt Binzen“ zwei Konzerte pro Jahr statt.

## Wirtschaft und Infrastruktur
Binzen ist eine Weinbaugemeinde, 55 Hektar, das sind knapp 10 % der Gemeindefläche, sind mit Reben bestockt. Angebaut werden hauptsächlich die Rebsorten Gutedel und Spätburgunder, daneben Müller-Thurgau, Nobling und Chardonnay.
Binzen ist Unternehmenssitz der Glatt Unternehmensgruppe.

### Verkehr

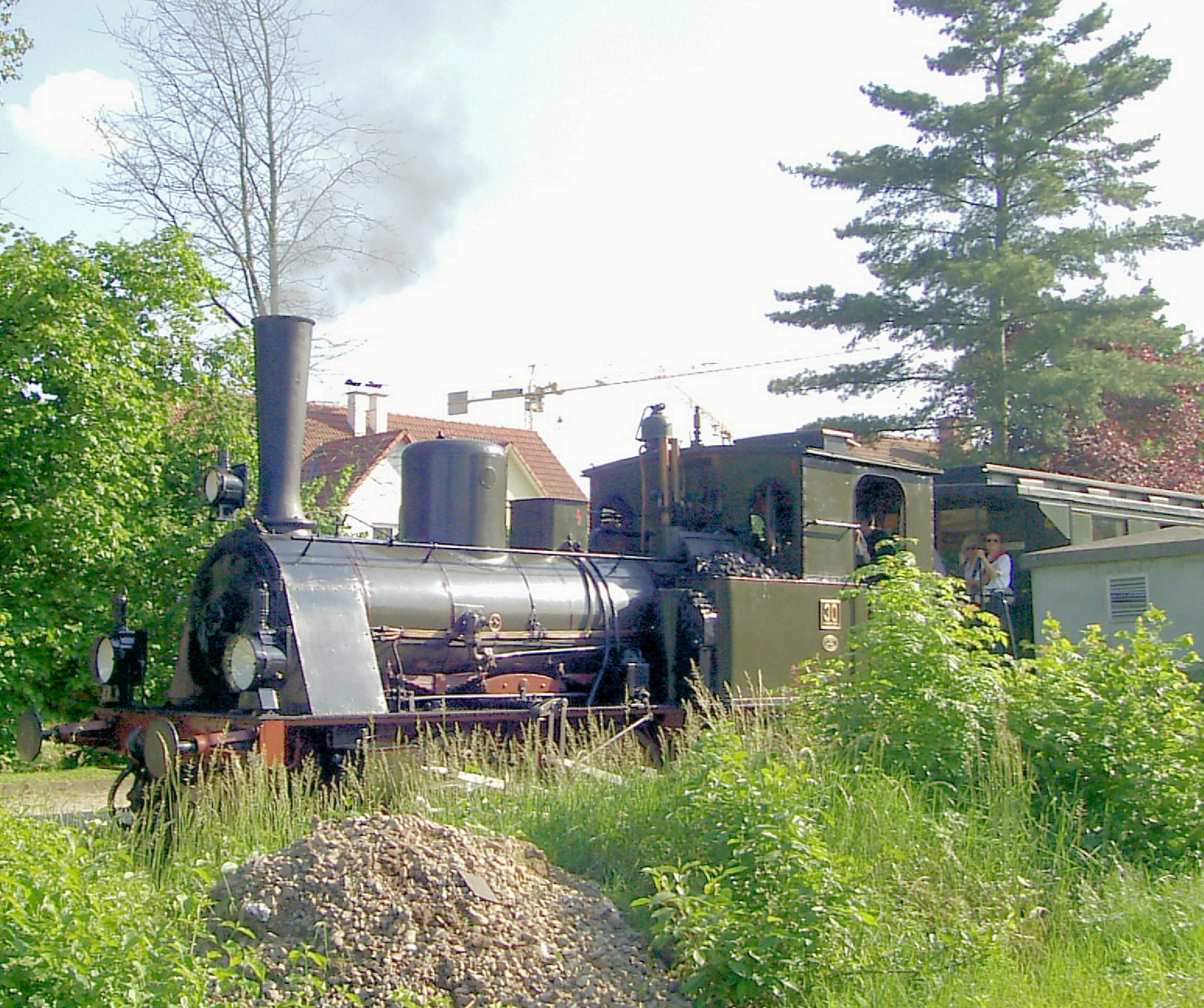
Halt der Lok 30 (Chanderli) der Kandertalbahn in Binzen anlässlich des 34. Binzener Dorffestes am 16. Mai 2009

Binzen liegt an der Kandertalbahn, einer Nebenbahn, die von Haltingen an der Rheintalbahn nach Kandern führt. Der Verkehr auf der Strecke wurde 1983 nach von einem Unwetter verursachten Streckenschaden eingestellt. Heute findet an Sommersonntagen Museumsbetrieb mit einer Dampflok T 3 statt.
Durch Binzen verläuft der Badische Weinradweg. Er beginnt in Grenzach-Wyhlen und führt über Schweizer Gebiet und Alt-Weil (Weil am Rhein Ost) nach Binzen und weiter über Efringen-Kirchen und oberhalb des Rheintals nach Schliengen. Sein Ziel ist Laudenbach im Norden Baden-Württembergs.
Binzen liegt direkt an der Hochrheinautobahn A 98 (E54) (Anschlussstelle 4, „Kandern“) von Weil am Rhein nach Stockach. Über den Luckepass gelangt man sowohl auf die Anschlussstelle zur Autobahn wie auch zur Kreisstraße nach Rümmingen und Lörrach. An der westlichen Gemeindegrenze befindet sich an der Anschlussstelle 3 „Binzen“ ein Autohof.

### Bildung
Schon seit mehr als 500 Jahren ist Binzen Schulstandort. Seit 1558 sind alle Rektoren namentlich nachweisbar. Mit der „Mittelpunktschule Vorderes Kandertal“ verfügt Binzen heute über eine Grund- und Hauptschule mit Werkrealschule.

## Persönlichkeiten
- Paul Cherler (1541–1600), lutherischer Pfarrer (Schüler von Simon Sulzer) und Dichter war 1565 bis 1600 Pfarrer in Binzen
- Elisabeth Hetzel (1835–1908), Schriftstellerin, die in der Schweiz lebte